# Temporada 1866-1867 del Liceu
La temporada 1866-1867 és el de la presentació del divo tenor Roberto Stagno, vinculat durant molts anys al Liceu i que als darrers anys de carrera seria el primer Turiddu de Cavalleria rusticana (Roma, 1890).
Aquella temporada va viure un atreviment del Liceu: la presentació de l'òpera de Mozart Don Giovanni. Tot i que el gran compositor austríac era molt conegut oficialment, realment era un gran desconegut pel públic, ja que de fet la seva música era incompatible amb l'esperit romàntic del moment.
| Temporada 1866-1867 del Liceu |                                       |                  |                   | |           |                                                  |
| Òpera                         | Compositor                            | Director musical | Director d'escena | Papers principals | Producció | Dates                                            |
| Don Giovanni                  | Wolfgang Amadeus Mozart               | Augusto Vianesi  |                   | Cesare Boccolini, Jules Petit, Maria Pascal-Damiani, Giuseppina Locatelli, Roberto Stagno, Giuseppina Locatelli, Pietro Vialetti, Celestina Lavini, Paolo Baraldi                                                 |           | 31 octubre; 2, 4, novembre; 7, 13, 26 desembre   |
| Un ballo in maschera          | Giuseppe Verdi                        | Augusto Vianesi  |                   | Roberto Stagno (dies 7 i 8), Carlo Lefranc (dies 10 i 17), Cesare Boccolini, Celestina Lavini, Kate Morensi, Giuseppina Locatelli, Rafael Sánchez, Guglielmo Giordani, Francesc Viñals, Josep Gómez, Ignasi Costa |           | 7, 8, 10, 17 novembre                            |
| Rigoletto                     | Giuseppe Verdi                        | Augusto Vianesi  |                   | Roberto Stagno, Cesare Boccolini, Giuseppina Vitali-Augusti, Jules Petit, Kate Morensi, Brígida Martín, Paolo Baraldi, Rafael Sánchez                                                                             |           | 9, 11, 18, 23 desembre 1866 / 3 gener; 12 febrer |
| Il trovatore                  | Giuseppe Verdi                        | Augusto Vianesi  |                   | Cesare Boccolini, Maria Pascal-Damiani, Kate Morensi, Pietro Baccei (16 gener) / Roberto Stagno (14 març), Celestina Verdaguer, Ignasi Costa, Rafael Sánchez                                                      |           | 16 gener; 14 març                                |
| Rahabba                       | Francesc de Paula Sánchez i Gavagnach |                  |                   | Maria Pascal-Damiani, Roberto Stagno, Cesare Boccolini, Pietro Vialetti, Fabris, Gómez |           | 23 de març                                       |
| Guillaume Tell                | Gioacchino Rossini                    |                  |                   | Giulio Petit, Lefranc, Pietro Vialetti, Francesc Viñals, Giuseppina Locatelli, Ortiz, Fabris, Paolo Baraldi |           |                                                  |
| La traviata                   | Giuseppe Verdi                        | Augusto Vianesi  |                   | Giuseppina Vitali Augusti, Roberto Stagno, Cesare Boccolini |           |                                                  |